# Filiz Hoesmenova
Filiz Hakaeva Hoesmenova  (Bulgaars: Филиз Хакъева Хюсменова) (Silistra, 10 juni 1966) is een Bulgaars politica van Turkse komaf.

## Loopbaan
Hoesmenova voltooide in 1990 haar masteropleiding Franse en Russische letterkunde aan de 'Cyrillus en Methodius'-universiteit in Veliko Tarnovo. Daarna is ze onder andere als talendeskundige werkzaam geweest voor het Bulgaarse Ministerie van Onderwijs en Cultuur. In 1999 werd ze wethouder in haar geboortestad Silistra. Ze was sinds 2001 vicegouverneur van de oblast Silistra, totdat ze op 17 juli 2003 Nejdet Molov verving als minister zonder portefeuille in het kabinet-Sakskoboerggotski. In 2005 stond ze op de lijst van de Beweging voor Rechten en Vrijheden voor de parlementsverkiezingen, waarna ze anderhalf jaar lang in de Nationale Vergadering zetelde.
Na de toetreding van Bulgarije tot de Europese Unie werd Hoesmenova op 1 januari 2007 lid van het Europees Parlement. Ze werd tweemaal herkozen: in de extra verkiezingen in mei 2007 en in de verkiezingen van 2009. Ze heeft deel uitgemaakt van de volgende commissies en delegaties:
- Commissies regionale ontwikkeling (2007-heden)
- Commissie rechten van de vrouw en gendergelijkheid (2007-2009, 2013-heden)
- Commissie werkgelegenheid en sociale zaken (2009-heden)
- Delegatie voor de betrekkingen met de Maghreblanden en de Unie van de Arabische Maghreb (2007-2009)
- Delegatie in de parlementaire samenwerkingscommissies EU-Armenië, EU-Azerbeidzjan en EU-Georgië (2009-heden)
- Delegatie voor de betrekkingen met de Volksrepubliek China (2009-heden)